# Papa Severí
Severí (Severinus en llatí; Roma ? - 2 d'agost de 640) va ser papa de l'Església Catòlica entre el maig i l'agost del 640. Electe pel càrrec l'octubre del 638, l'emperador no el va confirmar fins un any i mig més tard intentant, sense èxit, que Severí signés una carta professant la doctrina monotelista.
Es desconeix la seva data de naixement; era d'origen romà i fill de Abiè. Sembla que va ser consagrat bisbe de Roma el 28 de maig del 640.
Com era tradició, fou electe al tercer dia de la mort del seu predecessor, l'octubre del 638, i es van enviar llegats a Constantinoble perquè fos confirmat per l'emperador Heracli. El monarca no el va confirmar, sinó que ordenar-lo signar la seva Ectesi, una carta de professió del monotelisme, doctrina que seguia l'emperador, però Severí ho va refusar. Arran d'això, l'exarca Isaac va saquejar el Palau del Laterà sense èxit, perquè el papa es va mantenir ferm. Mentre això succeïa, els llegats papals a Constantinoble, van continuar negociant amb diplomàcia i finalment van aconseguir la confirmació imperial, després d'una vacant de més d'un any i set mesos.
Sembla que va ser consagrat bisbe de Roma el 28 de maig del 640. Durant el seu regnat va condemnar el monotelisme, afirmant que en Crist hi havia dues naturaleses, de la mateixa manera que hi havia en ell dues voluntats i dues operacions naturals, i va ordenar l'absis de l'antiga basílicia de Sant Pere del Vaticà, on es va fer enterrar a la seva mort el 2 d'agost del 640, sols uns mesos després de la confirmació.